# America's Cup 2013
La 34ª America's Cup si è disputata nel 2013 a San Francisco in California. Il Golden Gate Yacht Club è stato il Defender che ha riportato l'America's Cup negli Stati Uniti dove mancava dal 1995, strappandola nel febbraio 2010 agli svizzeri di Alinghi. Il Challenger of Record era il Club Nautico di Roma che ha lanciato la sfida con l'imbarcazione Mascalzone Latino - Audi Team di Vincenzo Onorato.
L'11 maggio 2011 Mascalzone Latino - Audi Team annunciò il ritiro dalla successiva edizione dell'America's Cup per motivi economici ed il nuovo Challenger of Record divenne il Kungliga Svenska Segelsällskapet rappresentato da Artemis Racing.
Avendo riportato i nove punti richiesti dal regolamento (un punto per ogni vittoria, tolti due punti per le vittorie annullate dal Comitato di Regata) contro gli otto dello sfidante Emirates Team New Zealand, Oracle Team USA si aggiudica l'America's Cup 2013.

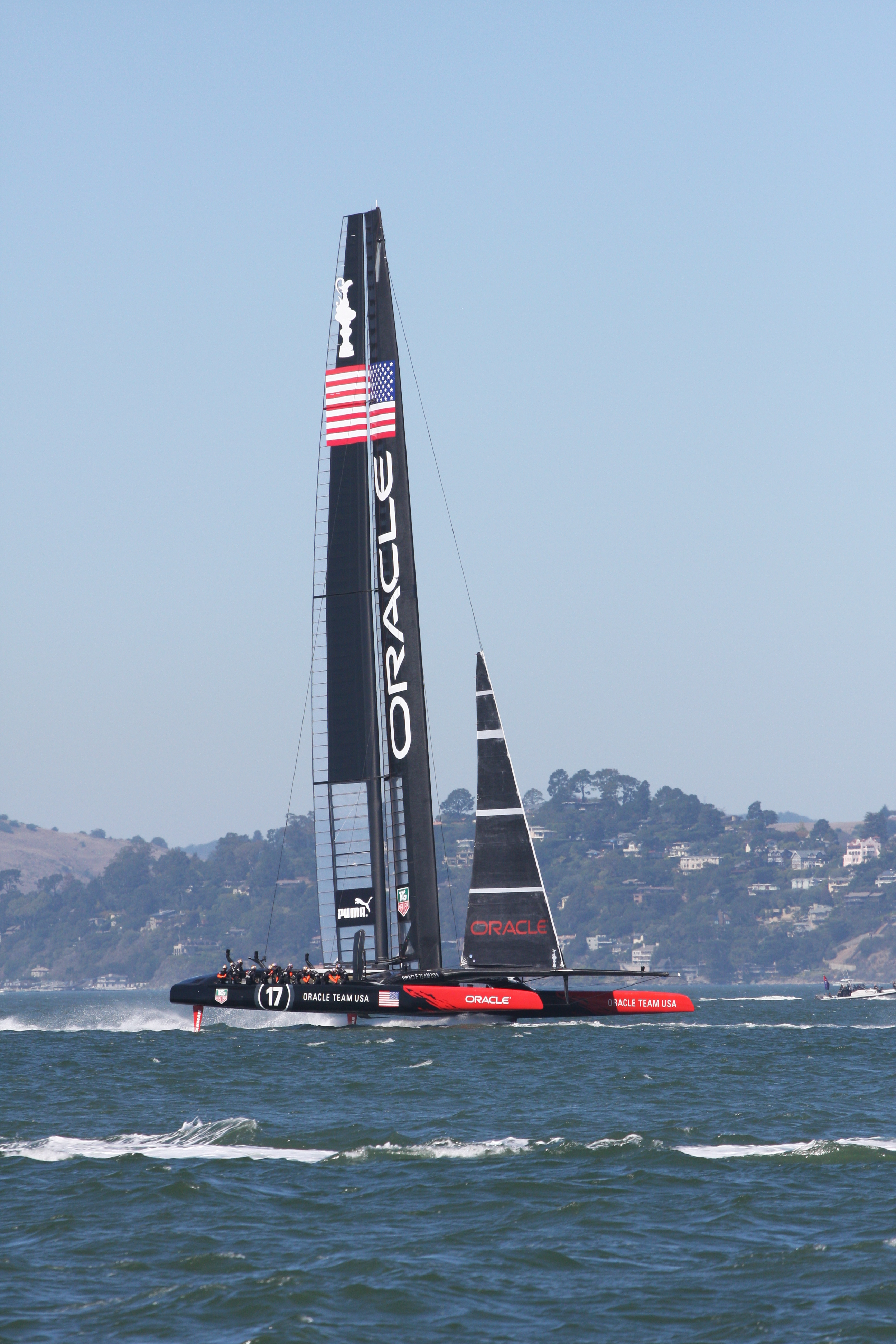
L'AC72 di BMW Oracle Racing, vincitore della coppa.

## Pianificazione evento
La prima conferenza stampa, avvenuta il 16 luglio, congiunta tra il Golden Gate Yacht Club (Defender con BMW Oracle Racing) ed il Club Nautico di Roma (Challenger of Record con Mascalzone Latino - Audi Team) si è tenuta il 6 maggio 2010 nella sala Esedra dei Musei capitolini a Roma.
Durante la conferenza stampa, Russell Coutts ha annunciato l'intenzione d'introdurre tante novità sempre con il consenso di tutti i challenger, all'insegna di una Coppa America nella condivisione delle regole, dei costi contenuti e dalla spettacolarizzazione dell'evento.
Tra queste alcune sono l'eliminazione del limite massimo di vento per le regate, l'introduzione delle regate di selezione del defender (sulla traccia della storica Citizen Cup) nel caso ci siano altri team americani che vogliano difendere la coppa oltre a BMW Oracle Racing.
Principali date fissate il 6 maggio 2010:
- Periodo di registrazione Challenger, dal 1º novembre 2010 fino al 31 marzo 2011;
- Conferma della sede principale dell'America's Cup 2013 e la pubblicazione del bando di regata, 31 dicembre 2010;
- La Louis Vuitton Cup che determinerà lo sfidante di BMW Oracle Racing si disputerà dal 4 luglio al 30 agosto 2013
- Svolgimento della 34ª Coppa America, dal 7 al 22 settembre 2013.

## Protocollo
Il 13 settembre 2010 a Valencia è stato annunciato il nuovo protocollo in una conferenza stampa.

## Squadre partecipanti
Il 31 marzo 2011, alla chiusura del termine, sono 12 + 2 sub judice le squadre le cui iscrizioni sono state ufficialmente accolte per sfidare i detentori di Oracle.
Il 12 maggio 2011 il Challenger of Record Club Nautico di Roma (Squadra Mascalzone Latino), rinuncia a partecipare alla competizione e si ritira.
Il 16 giugno 2011 vengono ufficializzati gli 8 concorrenti (di cui uno verrà svelato nella conferenza stampa del 23 giugno) che contenderanno l'assegnazione dell'America's Cup al Defender Oracle.
Il 23 giugno 2011 si completa l'elenco dei Challenger che parteciperanno alla 34ª America's Cup.
Il 25 luglio 2011 viene esclusa Venezia Challenge per non aver tenuto fede agli impegni presi entro il termine concordato.
Il 21 ottobre 2011 Luna Rossa annuncia che parteciperà all'evento.
Il 10 gennaio 2012 Ben Ainslie Racing annuncia che parteciperà a partire dalle regate di agosto 2012 di San Francisco.
Il 3 aprile 2012 il team Aleph - Equipe de France si ritira.
Il 18 aprile 2012 si ritira Green Comm Racing.
Il 1º agosto 2012 Energy Team annuncia che non parteciperà alle regate di finali di Coppa America.
Il 2 agosto viene ufficializzato che parteciperanno alla Coppa America 4 delle imbarcazioni che hanno preso parte alle America's Cup World Series: Artemis Racing, Team Korea, Emirates Team New Zealand e Luna Rossa.
| Defender               | Defender          | Defender | Defender         |
| Club                   | Squadra           | Nazione  | Detentore dal    |
| ---------------------- | ----------------- | -------- | ---------------- |
| Golden Gate Yacht Club | BMW Oracle Racing |          | 14 febbraio 2010 |

| Challengers                      | Challengers               | Challengers | Challengers        |
| Club                             | Squadra                   | Nazione     | Data di iscrizione |
| -------------------------------- | ------------------------- | ----------- | ------------------ |
| Kungliga Svenska Segelsällskapet | Artemis Racing            |             | 8 novembre 2010    |
| Royal New Zealand Yacht Squadron | Emirates Team New Zealand |             | 21 aprile 2011     |
| Circolo della Vela Sicilia       | Luna Rossa                |             | 21 ottobre 2011    |

| Equipaggi che prendono parte solo alle America's Cup World Series | Equipaggi che prendono parte solo alle America's Cup World Series | Equipaggi che prendono parte solo alle America's Cup World Series | Equipaggi che prendono parte solo alle America's Cup World Series |
| Club                                                              | Squadra                                                           | Nazione                                                           | Data di iscrizione                                                |
| ----------------------------------------------------------------- | ----------------------------------------------------------------- | ----------------------------------------------------------------- | ----------------------------------------------------------------- |
| Aleph Yacht Club                                                  | Aleph - Equipe de France                                          |                                                                   | 11 dicembre 2010                                                  |
| Yacht Club de France                                              | Energy Team                                                       |                                                                   | 9 febbraio 2011                                                   |
| Meĭ Fań Yacht Club                                                | China Team                                                        |                                                                   | 21 marzo 2011                                                     |
| Sail Korea Yacht Club                                             | Team Korea                                                        |                                                                   | 6 aprile 2011                                                     |
| Real Club Nautico de Valencia                                     | Green Comm Racing                                                 |                                                                   | 23 giugno 2011                                                    |
| Royal Cornwall Yacht Club                                         | Ben Ainslie Racing                                                |                                                                   | 10 gennaio 2012                                                   |

## Le caratteristiche delle imbarcazioni
L'edizione del 2013, vede l'esordio in Coppa America della tecnologia dei foil. Per la prima volta in una edizione multi-challenger, inoltre, le imbarcazioni di regata sono stati dei catamarani ad ala rigida d'ispirazione aeronautica (come quella montata da BMW Oracle Racing nella 33ª America's Cup). La nuova classe (denominata AC72) ha regatato a partire dal 2012: Prima di questa data i team potevano regatare su una versione in scala ridotta, ossia l'AC45, imbarcazione monotipo costruita su licenza dell'organizzazione. Il primo esemplare costruito nel cantiere "Core Builders" a Warksworth (Auckland) di proprietà di BMW Oracle Racing Team è stato varato ai primi di gennaio 2011. Le imbarcazioni, una per ciascun team iscritto, hanno corso le sei World Series del 2011-2013 prima dell'introduzione dell'AC72 permettendo agli equipaggi di familiarizzare con l'ala rigida. Terminato il periodo propedeutico la barca è stata impiegata nella "Youth America's Cup", una sorta di mini Coppa America da corrersi con equipaggi giovanili della stessa nazionalità del team sfidante proprietario dell'imbarcazione.

## Formula dell'evento
Tra il 2011 e il 2012 si sono tenute le regate eliminatorie chiamate America's Cup World Series e, tra il 2012 e il 2013, la competizione giovanile chiamata Youth America's Cup.
Queste regate rappresentano un circuito tipicamente promozionale che ha portato l'azione tipica della Coppa in alcune delle località più rinomate al mondo e che permetterà ai team e ai loro velisti di prepararsi in vista della Louis Vuitton Cup, delle Defender Series e delle finali dell'America's Cup.
Poiché gli AC72 possono sviluppare una velocità superiore a quella del vento reale, essi possono navigare in condizioni di vento sfavorevoli a barche della loro stazza (anche sotto i 10 nodi). L'America's Cup vera e propria è stata disputata, come ormai consuetudine, tra il vincitore della Louis Vuitton Cup e il detentore della Coppa, in una serie di regate nella Baia di San Francisco.

### Le date delle America's Cup World Series
- 6-14 agosto 2011 a Cascais (Portogallo)
- 10-18 settembre 2011 a Plymouth (Inghilterra)
- 12-20 novembre 2011 a San Diego (Stati Uniti d'America)
- 11-15 aprile 2012 a Napoli (Italia)
- 15-20 maggio 2012 a Venezia (Italia)
- 26 giugno-1º luglio 2012 a Newport (Stati Uniti d'America)
- 21-26 agosto 2012 a San Francisco (Stati Uniti d'America)
- 2-7 ottobre 2012 a San Francisco (Stati Uniti d'America)
- 16-21 aprile 2013 a Napoli (Italia)

## Qualificazioni

### Louis Vuitton Cup
La Louis Vuitton Cup si è svolta dal 4 luglio al 1º settembre 2013 a San Francisco, California.

#### Round Robin
Il programma prevedeva che le tre barche gareggiassero ciascuna per dieci volte, sfidando ogni concorrente per cinque volte su un percorso di sette leg; il vincitore del Round Robin sarebbe poi approdato direttamente in finale, mentre gli altri due team si sarebbero sfidati in semifinale.
Il 9 maggio 2013, la barca principale del Team Artemis Racing si è capovolta a causa del forte vento, causando la morte del membro dell'equipaggio Andrew Simpson.  Artemis si è ritirata da tutte le gare dei Round Robin ed è entrata in gara direttamente dalle semifinali. Secondo le regole 60.5 e 44.1c, la barca Artemis è stata considerata ritirata dopo 10 minuti di regata.
Mentre le barche Emirates e Luna Rossa hanno conquistato la vittoria per bandiera nera contro Artemis, entrambe le barche hanno scelto di disputare un percorso di cinque tappe per alcune (Luna Rossa) o tutte (Emirates, inclusa una regata di sette tappe) di queste regate con bandiera nera. Emirates e Luna Rossa hanno corso solo nove volte, ritirandosi entrambe dalla loro ultima gara contro la mancante Artemis in quanto non avrebbe potuto cambiare l'ordine in classifica.
Emirates Team New Zealand si è quindi aggiudicato il Round Robin con 9 punti, con Luna Rossa seconda a 4 e Artemis Racing ultima a 0.
| Round Robin | Data           | Emirates Team New Zealand | Emirates Team New Zealand | Luna Rossa Challenge       | Luna Rossa Challenge | Artemis Racing | Artemis Racing | Distacco |
| ----------- | -------------- | ------------------------- | ------------------------- | -------------------------- | -------------------- | -------------- | -------------- | -------- |
| 1           | 7 luglio 2013  | 46'26"                    | 1                         | forfeit                    | 0                    |                | 0              |          |
| 1           | 9 luglio 2013  | 45'28"                    | 2                         |                            | 0                    | forfeit        | 0              |          |
| 1           | 11 luglio 2013 |                           | 2                         | 28'58" (regata su 5 leg)   | 1                    | forfeit        | 0              |          |
| 2           | 13 luglio 2013 | 43'52"                    | 3                         | DNF (49'15")               | 1                    |                | 0              | 5'23"    |
| 2           | 14 luglio 2013 | 25'56" (regata su 5 leg)  | 4                         |                            | 1                    | forfeit        | 0              |          |
| 2           | 16 luglio 2013 |                           | 4                         | 43'06" (regata su 5 leg)   | 2                    | forfeit        | 0              |          |
| 3           | 18 luglio 2013 | 23'01" (regata su 5 leg)  | 5                         |                            | 2                    | forfeit        | 0              |          |
| 3           | 20 luglio 2013 |                           | 5                         | vincitrice (bandiera nera) | 3                    | forfeit        | 0              |          |
| 3           | 21 luglio 2013 | 48'10"                    | 6                         | 50'29"                     | 3                    |                | 0              | 2'19"    |
| 4           | 23 luglio 2013 | 46'53"                    | 7                         | DNF (54'07")               | 3                    |                | 0              | 7'14"    |
| 4           | 25 luglio 2013 |                           | 7                         | vince (bandiera nera)      | 4                    | forfeit        | 0              |          |
| 4           | 27 luglio 2013 | 30'59" (regata su 5 leg)  | 8                         |                            | 4                    | forfeit        | 0              |          |
| 5           | 28 luglio 2013 | 45'05"                    | 9                         | 48'26"                     | 4                    |                | 0              | 3'21"    |
| 5           | 30 luglio 2013 | forfeit                   | 9                         |                            | 4                    | forfeit        | 0              |          |
| 5           | 1 agosto 2013  |                           | 9                         | forfeit                    | 4                    | forfeit        | 0              |          |

#### Semifinale
Le semifinali si sono corse al meglio delle 7 gare su regate da 7 leg. Hanno visto la vittoria di Luna Rossa Challenge per 4-0 su Artemis Racing.
| Date           | Luna Rossa Challenge | Artemis Racing | Distacco | Punteggio |
| -------------- | -------------------- | -------------- | -------- | --------- |
| 6 agosto 2013  | 43'20"               | 45'20"         | 2'00"    | 1-0       |
| 7 agosto 2013  | 54'26"               | 56'32"         | 2'06"    | 2-0       |
| 9 agosto 2013  | 47'36"               | 48'54"         | 1'18"    | 3-0       |
| 10 agosto 2013 | 47'11"               | 49'23"         | 2'11"    | 4-0       |

#### Finale
La finale si è disputata al meglio delle 13 gare su regate da 5 leg. Emirates Team New Zealand ha vinto per 7-1 e si è conquistato il diritto di sfidare Oracle Team USA nella trentaquattresima America's Cup.
| Data           | Emirates Team New Zealand | Luna Rossa Challenge | Distacco | Punteggio |
| -------------- | ------------------------- | -------------------- | -------- | --------- |
| 17 agosto 2013 | 31'03"                    | DNF                  |          | 1-0       |
| 18 agosto 2013 | DSQ                       | 25'34"               |          | 1-1       |
| 19 agosto 2013 | 22'28"                    | DNF                  |          | 2-1       |
| 21 agosto 2013 | 25'39"                    | 27'57"               | 2'18"    | 3-1       |
| 22 agosto 2013 | 24'26"                    | 25'53"               | 1'27"    | 4-1       |
| 23 agosto 2013 | 28'03"                    | 30'00"               | 1'57"    | 5-1       |
| 24 agosto 2013 | 23'38"                    | 25'36"               | 1'58"    | 6-1       |
| 25 agosto 2013 | 33'49"                    | 37'09"               | 3'20"    | 7-1       |

## 34th America's Cup Match
La trentaquattresima America's Cup, disputata su regate da cinque leg, viene vinta da chi raggiunge 9 punti. Viene assegnato un punto per ogni vittoria. Oracle, che partì con due vittorie cancellate a causa di una violazione delle regole di stazza durante le AC World Series, vinse 9 a 8 dopo un'incredibile rimonta dall'1-8.
| Gare | Date              | Oracle Team USA | Team New Zealand | Distacco | Punteggio              | Punteggio                | Note                   |
| ---- | ----------------- | --------------- | ---------------- | -------- | ---------------------- | ------------------------ | ---------------------- |
| Gare | Date              | Oracle Team USA | Team New Zealand | Distacco | Stati Uniti (bandiera) | Nuova Zelanda (bandiera) | Note                   |
| 1    | 7 settembre 2013  | 24:06           | 23:30            | -0'36"   | 0                      | 1                        |                        |
| 2    | 7 settembre 2013  | 23:38           | 22:46            | -0'52"   | 0                      | 2                        |                        |
| 3    | 8 settembre 2013  | 25:28           | 25:00            | -0'28"   | 0                      | 3                        |                        |
| 4    | 8 settembre 2013  | 22:42           | 22:50            | -0'08"   | 0                      | 3                        | Vittoria non assegnata |
| 5    | 10 settembre 2013 | 23:50           | 22:45            | -1'05"   | 0                      | 4                        |                        |
| 6    | 12 settembre 2013 | 32:26           | 31:39            | -0'47"   | 0                      | 5                        |                        |
| 7    | 12 settembre 2013 | 25:54           | 24:48            | -1'06"   | 0                      | 6                        |                        |
| 8    | 14 settembre 2013 | 23:09           | 24:01            | -0'52"   | 0                      | 6                        | Vittoria non assegnata |
| 9    | 15 settembre 2013 | 21:53           | 22:40            | -0'47"   | 1                      | 6                        |                        |
| 10   | 15 settembre 2013 | 22:17           | 22:00            | -0'43"   | 1                      | 7                        |                        |
| 11   | 18 settembre 2013 | 23:56           | 23:41            | -0'15"   | 1                      | 8                        |                        |
| 12   | 19 settembre 2013 | 23:49           | 24:20            | -0'31"   | 2                      | 8                        |                        |
| 13   | 20 settembre 2013 | 27:20           | 28:44            | -1'24"   | 3                      | 8                        |                        |
| 14   | 22 settembre 2013 | 33:47           | 34:10            | -0'23"   | 4                      | 8                        |                        |
| 15   | 22 settembre 2013 | 27:34           | 28:11            | -0'37"   | 5                      | 8                        |                        |
| 16   | 23 settembre 2013 | 30:43           | 31:16            | -0'33"   | 6                      | 8                        |                        |
| 17   | 24 settembre 2013 | 24:04           | 24:31            | -0'27"   | 7                      | 8                        |                        |
| 18   | 24 settembre 2013 | 22:01           | 22:55            | -0'54"   | 8                      | 8                        |                        |
| 19   | 25 settembre 2013 | 23:24           | 24:08            | -0'44"   | 9                      | 8                        |                        |